# Mil Mi-6
Mil Mi-6 (NATO oznaka Hook), tovarniška oznaka V-6, tudi izdeliye 50 je težki helikopter zasnovan v 1950ih v takratni Sovjetski zvezi. Izdelali so ga v skoraj tisoč primerkih, kar je redek primer za tako velik helikopter. Uporabljal se je v vojski in civilnem svetu.

## Načrtovanje in proizvodnja
Mi-6 so zasnovali po zahtevi vojske in civilnih uporabnikov za velik transportni helikopter, ki bi povečal mobilnost vojske in omogočal raziskovanje oddaljenih delov Sibirje, npr. transport opreme in težkega orodja. Mi-6 je prvi sovjetski helikopter z turbogrednimi motorji
Mi-6 ima tudi manjša krila pri straneh, posebnost pri helikopterjih, ki prispevajo 20% vzgona, ko leti naprej.
Ko se je pojavil je bil daleč največji helikopter in hkrati tudi najhitrejši z 300 km/h in kapaciteto tovora 12 000 kilogramov. Mi-6 še vedno drži več FAI rekordov.
Po navadi ga leti pet članska posadka, lahko prevaža 63 opremljenih vojakov oziroma 41 nosil. Ima velika tovorna vrata za tovore velikih dimenzij kot so vozila, orožje, in orodje.

## Tehnične specifikacije
- Posadka: 6 (pilot, kopilot, navigator, inženir, radio operater, tehnik)
- Kapaciteta: 90 potnikov, 70 opremljenih vojakov, 41 nosil
- Tovor: 12.000 kg (26.400 lb) of internal cargo
- Dolžina: 33,18 m (108 ft 10 in)
- Premer rotorja: 35,00 m (114 ft 10 in)
- Višina: 9,86 m (32 ft 4 in)
- Površina diska rotorja: 962,1 m² (10.356 ft²)
- Prazna teža: 27.240 kg (60.055 lb)
- Naložena teža: 40.500 kg (89.285 lb)
- Maks. vzletna teža: 42.500 kg (93.700 lb)
- Motor: 2 × Soloviev D-25V turbogredni, 4 100 kW (5 500 KM) vsak
- Količina goriva: 6 315 kg (13 922 lb)

- Maks. hitrost: 300 km/h (162 kt)
- Potovalna hitrost: 250 km/h (135 kt)
- Dolet: 620 km (385 miles)
- Dolet prazen: 1 450 km(900 miles)
- Največja višina: 4 500 m (14 750 ft)
- Razmerje moč/masa: 0,21 kW/kg (0.,13 hp/lb)